# Hans Fromm (Kirchenmusiker)
Hans Fromm (* 27. September 1937; † 19. Oktober 1982) war ein deutscher Kirchenmusiker, Kantor und Organist.

## Leben
Hans Fromm studierte an den Kirchenmusikschulen in Dresden und Halle. Unter anderem waren Hans Otto und Hans-Günther Wauer seine Lehrer. Während seines Studiums war er an der Kirchengemeinde Dresden-Weißer Hirsch tätig. Im Alter von 25 Jahren wurde er als Dozent für liturgisches und künstlerisches Orgelspiel an die Kirchenmusikschule Dresden berufen.
Nach seinem Studium wirkte er als Kantor und Organist an der Markuskirche in Dresden-Pieschen. Einen besonderen Namen hat sich Fromm auf dem Gebiet der Orgelimprovisation gemacht, die er in erster Linie im Rahmen der Liturgie pflegte. Als Organist konzertierte er in der Markuskirche mit sogenannten „Orgelkonzerten mit Erläuterungen“.  Als Chorleiter veranstaltete er jährlich einen Kantatenabend oder führte ein Oratorium auf.
Seine Konzerttätigkeiten führten ihn an verschiedene kirchenmusikalische Zentren in der DDR. Mitwirkungen als Cembalist bei zahlreichen Oratorienaufführungen rundeten seine Tätigkeit ab. Darüber hinaus war Fromm als ständiger Vertreter des Kreuzorganisten tätig. Bevor er dieses Amt selbst antreten konnte, starb er 1982 im Alter von 45 Jahren nach schwerer Krankheit.